# Тонгул
Тонгул — река в Кемеровской и Томской областях России, левый приток реки Четь.
Длина реки — 102 км, площадь бассейна — 1760 км². Протекает на юге Чулымской равнины, бассейн реки почти полностью покрыт тайгой.
Берёт начало из болота на севере Мариинского района Кемеровской области. Течёт на север по границе Тегульдетского и Зырянского районов Томской области. Впадает в Четь по левому берегу в 83 км от её устья.
В верховьях реки расположена заброшенная деревня Тонгул, ниже по реке находится деревня Пихтовка.

## Притоки
(км от устья)
- 4 км: Багайдат (лв)
- 30 км: Петрушкина (лв)
- 33 км: Правый Багайдат (лв)
- 35 км: Приток (пр)
- 43 км: Сараталы (лв)
- 44 км: Малый Тонгул (лв)
- 51 км: Еловик (лв)
- Чёрная (лв)
- Чернушка (пр)
- Чупиха (лв)
- Крутая (пр)
- Вишневка (лв)
- 79 км: Сыроталка (лв)
- 84 км: Красоулка (лв)

## Данные водного реестра
По данным государственного водного реестра России относится к Верхнеобскому бассейновому округу, водохозяйственный участок реки — Чулым от г. Ачинск до водомерного поста села Зырянское, речной подбассейн реки — Чулым. Речной бассейн реки — (Верхняя) Обь до впадения Иртыша.
Код водного объекта — 13010400212115200020098.